# Trichodon (musgo)
Trichodon es un género de musgos perteneciente a la amilia Archidiaceae. Comprende 11 especies descritas y de estas, solo 2 aceptadas.

## Taxonomía
El género fue descrito por Samuel Élisée von Bridel y publicado en Corollarium Bryologiae Europaeae 36. 1856.

## Especies aceptadas
A continuación se brinda un listado de las especies del género Trichodon (musgo) aceptadas hasta febrero de 2015, ordenadas alfabéticamente. Para cada una se indica el nombre binomial seguido del autor, abreviado según las convenciones y usos.
- Trichodon cylindricus (Hedw.) Schimp.
- Trichodon muricatus Herzog